# 韦统泰
韦统泰（1922年—2013年6月27日），山东省单县高韦庄镇人，中国人民解放军开国少将。
先后在冀热辽军区任副团长、团长，工作在热河东、辽西，并参加了辽沈战役、平津战役。曾任中国人民解放军第54军军长、昆明军区副司令员。解放军文艺出版社出版其传记《从书生到虎将：韦统泰将军》。2013年去世。